# Праг, Яп ван (политик)
Яп ван Праг (нидерл. Jacob Philip (Jaap) van Praag) (11 мая 1911, Амстердам — 12 апреля 1981, Утрехт) — нидерландский светский гуманист, профессор философии Утрехтского университета, основатель Голландского гуманистического союза, один из основателей и первый председатель Международного гуманистического и этического союза, один из всемирно признанных теоретиков гуманизма